# Lawrie Knight
Pour les articles homonymes, voir Knight.
 Lawrence (Lawrie) Gibb Knight, né le 24 septembre 1949 à Auckland (Nouvelle-Zélande), est un ancien joueur de rugby à XV  qui a joué avec l'équipe de Nouvelle-Zélande. Il évoluait au poste de troisième ligne (1,91 m pour 101 kg). 

## Carrière
Il a disputé son premier test match avec l'équipe de Nouvelle-Zélande  le 18 juin 1977 contre les Lions britanniques, et son dernier test match contre l'équipe de France le 19 novembre 1977. 
Il a joué principalement comme N°8, mais il a aussi occupé le poste de troisième ligne aile et parfois de deuxième ligne.
Knight a fait des études de médecine à Paris, ce qui lui a donné l'occasion de jouer avec le Paris Université Club. Il fut ensuite médecin en Afrique du Sud et avant de retourner à Auckland en 1990.

## Palmarès
- Nombre de test matchs avec les Blacks :  6
- Nombre total de matchs avec les Blacks :  35